# 鎂害
鎂害是一種在生產食鹽時產生的副產品對環境造成的禍害。當生產商從海水或含鹽份的鹽水湖湖水中提取食鹽時，由於鹽液中除了含有食鹽的主要成份氯化鈉以外，還含有相對份量帶苦味的氯化鎂，不把氯化鎂除去，會令生產的食鹽帶苦味。不過，從鹽液中移除的鎂，若不經過合適處理或棄置，會滲進泥土內，影響樹木對水份和養份的吸收；當流入水體內，又或會危害水產的安全。